# Es-Safa
Es-Safa ist eine bergige Region mit vulkanischen Aktivitäten im Süden Syriens. Sie gehört zum größten vulkanischen Gebiet der arabischen tektonischen Platte, dem Harrat Ash Shamah. Die Fläche von Es-Safa beträgt circa 220 Quadratkilometer.

## Lage
Es-Safa liegt circa 95 Kilometer südöstlich der syrischen Hauptstadt Damaskus im Süden des Landes. Die Region ist dünn besiedelt und sehr wasserarm. Es-Safa ist ein Teil des Harrat Ash Shamah. Dieses vulkanische Feld zieht sich durch die Länder Israel, Syrien, Jordanien und Saudi-Arabien und ist mit einer Fläche von circa 50.000 km² das größte seiner Art auf der tektonischen Platte Arabiens.

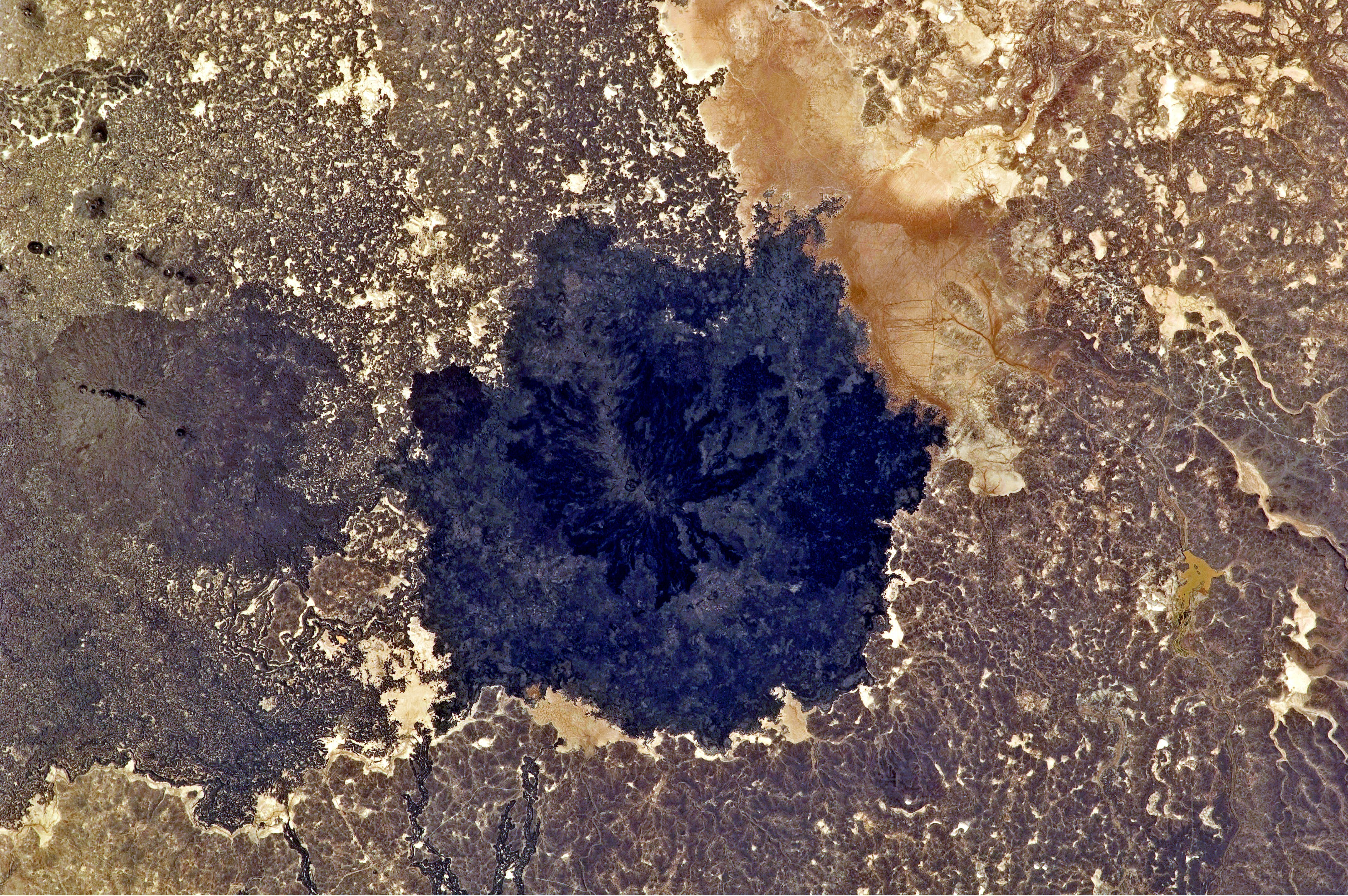
Die Es-Safa-Region von oben

## Vulkanische Aktivitäten
Bereits zu Beginn der holozänen Epoche vor ungefähr 12.000 Jahren gab es in der Region vulkanische Aktivitäten. Die letzte nennenswerte beobachtete Aktivität war ein Lavasee in der Region. Insgesamt gibt es im Es-Safa-Gebiet 38 Vulkanschlote. Die auf dem Bild rechts zu sehende schwarze Schicht aus erstarrter Lava zeugt von vergangenen Aktivitäten.